# Красносільський район
Красносі́льський райо́н — колишній район Гайсинської округи.

## Історія
Утворений 7 березня 1923 з частин Красносільської, Тернівської і Джулинської волостей з центром у Красносілці.
Розформований 19 листопада 1924 року з передачею Мишарівки, Пологів, Лозоватої і Сокирян до складу Теплицького, Завадівки, Красносілки і Чорної Греблі — до складу Соболівського, решти території — до складу Джулинського району Гайсинської округи.